# IC 901
IC 901 је спирална галаксија у сазвјежђу Дјевица која се налази на листи објеката дубоког неба у Индекс каталогу.
Деклинација објекта је + 13° 19' 49" а ректасцензија 13h 35m 42,5s. Привидна величина (магнитуда) објекта IC 901 износи 14,6 а фотографска магнитуда 15,4. IC 901 је још познат и под ознакама MCG 2-35-11, CGCG 73-45, PGC 47954.